# Scoparia spinata
Scoparia spinata là một loài bướm đêm trong họ Crambidae.